# Distrikt Ocros (Huamanga)
Der Distrikt Ocros liegt in der Provinz Huamanga in der Region Ayacucho in Südzentral-Peru. Der Distrikt wurde am 15. Juli 1936 gegründet. Er besitzt eine Fläche von 204 km². Beim Zensus 2017 wurden 5702 Einwohner gezählt. Im Jahr 1993 lag die Einwohnerzahl bei 5190, im Jahr 2007 bei 5615. Die Distriktverwaltung befindet sich in der 3125 m hoch gelegenen Ortschaft Ocros mit 575 Einwohnern (Stand 2017). Ocros liegt 42 km südöstlich der Provinz- und Regionshauptstadt Ayacucho (Huamanga).

## Geographische Lage
Der Distrikt Ocros liegt im Andenhochland im äußersten Südosten der Provinz Huamanga. Der Río Pampas fließt entlang der östlichen Distriktgrenze nach Norden.
Der Distrikt Ocros grenzt im Süden an den Distrikt Concepción (Provinz Vilcas Huamán), im Südwesten an den Distrikt Vischongo (ebenfalls in der Provinz Vilcas Huamán), im Westen an den Distrikt Acocro, im Norden an den Distrikt Luis Carranza (Provinz La Mar) sowie im Osten an den Distrikt Los Chankas (Provinz Chincheros).

## Ortschaften
Neben dem Hauptort gibt es folgende größere Ortschaften im Distrikt:
- Ccaccamarca (259 Einwohner)
- Chumbes (588 Einwohner)
- Ninabamba (231 Einwohner)
- Vacahuasi (221 Einwohner)